# ウチの子、ニッポンで元気ですか?
『ウチの子、ニッポンで元気ですか?』（ウチのこ、ニッポンでげんきですか?）は、TBS系列で放送されている特別番組である。

## 出演者
MC
- サンドウィッチマン（伊達みきお・富澤たけし）

## スタッフ
2019年9月26日放送分
- ナレーター：城ヶ崎祐子、茂木淳一
- 構成：松田敬三、村松浩介、奈佐はぢめ、デーブ八坂
- リサーチ：岩間丈裕、フリード、岡田剛、maneuver、堀越裕之
- TM：山下直
- TD：中村年正
- VE：對間敏文
- CC：中里子
- MIX：斉藤宏司
- LD：鈴木博之
- 美術プロデューサー：木村真梨子
- 美術制作：海老原修一
- 美術デザイナー：郭洙延
- 装置：坂本進
- 操作：田上雄一郎
- 装飾：川原栄一
- 植木装飾：村佳子
- 電飾：渡辺竜明
- アクリル装飾：渡邊卓也、若井南雲
- CG・イラスト：森三平、アレックス
- EED：今井敏明
- MA：橋本光平
- 音響効果：西野有彦
- TK：葛󠄀貫明子
- ヘアメイク：亀谷愛実
- 技術協力：港家、MABU、マイシャ、旅樂、e-naスタジオ、バックヤードスタヂオ
- AD：森永泰成、林緯哲
- 編成：石原隆史
- MP：渡辺英樹
- 宣伝：小山陽介
- AP：増田楓、西村佳子、四日市健太郎
- ディレクター：鈴木大介、三浦信一、隅川恵美、中野伸郎、森山晃暉、青木良憲、藤野智光
- 演出：丸山仁
- プロデューサー：辻有一、八木沼邦彦
- 制作協力：ロングテイル
- 制作：TBSテレビ制作局制作1部
- 製作著作：TBS